# Amt Tessin
Urząd Tessin (niem. Amt Tessin) – urząd w Niemczech, leżący w kraju związkowym Meklemburgia-Pomorze Przednie, w powiecie Rostock. Siedziba urzędu znajduje się w miejscowości Tessin.
W skład urzędu wchodzi dziewięć gmin:
1. Cammin
2. Gnewitz
3. Grammow
4. Nustrow
5. Selpin
6. Stubbendorf
7. Tessin
8. Thelkow
9. Zarnewanz